# Moscheea Charminar
Moscheea Charminar este o moschee și un monument din orașul Hyderabad, India. Numele moscheii vine din limba urdu și înseamnă patru turnuri, făcând referire la cele patru minarete.

## Istorie
În anul 1591, sultanul Muhammad Quli Qutb Shah (1580-1612) a construit în orașul Hyderabad, fondat de el, o mare moschee cu scopul de a comemora împlinirea a o mie de ani după Hegira. La construcția moscheii au participat numeroși arhitecți veniți din Persia.
Moscheea Charminar a fost construită la intersecția ce leagă rutele comerciale dintre piața Golconda și portul Masulipatnam. Întreg orașul Hyderabad este construit în jurul ei, moscheea fiind cel mai important monument al orașului.
La scurt timp după construirea ei, minaretul de nord-vest a fost distrus de un fulger și a fost nevoie să se facă reparați serioase. În anul 1824,  Charminar a fost reconstruită integral.

## Structură
Charminar este o structură pătrată, realizată din calcar, granit, mortar și marmură, cu fiecare latură de 20 de metri și cu patru arce mari orientate în cele patru direcți cardinale. La fiecare colț se află câte un minaret înalt de 56 de metri, avânt un balcon dublu și o cupolă de tip bulb. Spre deosebire de Taj Mahal, cele patru minarete ale Charminarului sunt încorporate în structura principală.
La etaj, se află moscheea propriu-zisă, care cuprinde o galerie cu 45 de locuri de rugăciune și un balcon. De asemenea, există o legendă ce spune că sultanul Qutb Shah ar fi construit sub moschee un tunel secret ce duce la fortul Golkonda, dar locația tunelului este necunoscută.

## Legături externe
Materiale media legate de Moscheea Charminar la Wikimedia Commons
- en Photos of Charminar on HyderabadPlanet.com Arhivat în 18 ianuarie 2012, la Wayback Machine.
- en Mushroom Minarette: An article published by Out Look India.
- en A panoramic image of Charminar along with Old City of Hyderabad, The image is published in Earth Platinum Atlas